# Paulianella olsufievi
Paulianella olsufievi är en insektsart som först beskrevs av Navás 1936.  Paulianella olsufievi ingår i släktet Paulianella och familjen fångsländor. Inga underarter finns listade i Catalogue of Life.